# My Name Is (Lied)
My Name Is (englisch für „Mein Name ist“) ist ein Lied des US-amerikanischen Rappers Eminem. Der Song ist nach der Untergrund-Single Just Don’t Give a Fuck die zweite Auskopplung seines zweiten Studioalbums The Slim Shady LP und wurde am 25. Januar 1999 veröffentlicht. Außerdem ist das Lied auf Eminems Best-of-Album Curtain Call: The Hits enthalten.

## Hintergrund
My Name Is ist die erste weltweit veröffentlichte Single Eminems und das erste Stück, bei dem er mit seinem Entdecker Dr. Dre zusammenarbeitete. Der Titel lehnt sich an das Lied Who Am I (What's My Name)? von Snoop Dogg an, das seinerzeit ebenfalls als erste Single des Künstlers veröffentlicht wurde. Auch Snoop Dogg wurde von Dr. Dre entdeckt und gefördert. Beide Tracks sollten die Künstler der Hörerschaft bekannt machen.

## Inhalt
Der Song beginnt mit dem Refrain, in dem sich Eminem mit seinem Alter Ego Slim Shady vorstellt. In den Strophen rappt er auf überspitzte und ironische Weise über sein Leben und greift dabei vor allem die Themen Gewalt, Drogen und Sex auf. Wie auch in ersten Singles späterer Alben teilt Eminem Seitenhiebe gegen diverse Prominente aus: Er macht Anspielungen auf die Spice Girls sowie Pamela Anderson und meint, dass seine Mutter mehr Dope rauche als er. Außerdem stellt der Rapper klar, dass er erschaffen wurde, um die Welt aufzuregen.

## Produktion und Samples
Der Beat des Liedes wurde von Eminems Entdecker und Produzent Dr. Dre geschaffen. Er verwendete dabei ein Sample des Stücks I Got The des britischen Künstlers Labi Siffre sowie Elemente des Songs I Don’t Love You der US-amerikanischen Sängerin Millie Jackson.

## Musikvideo
Bei dem zu My Name Is gedrehten Video führten Philip Atwell und Dr. Dre Regie.

### Inhalt
Das Musikvideo beginnt mit einer Szene, die ein Paar aus der unteren Gesellschaftsschicht zeigt, das vor dem Fernseher sitzt und durch das Programm schaltet. Sie stoppen bei einer Sendung mit dem Titel The Slim Shady Show – Starring Marshall Mathers. Nun zeigt das Video größtenteils das Fernsehbild, wobei Eminem in seiner Sendung verschiedene Rollen einnimmt und unter anderem Bill Clinton und dessen Lewinsky-Affäre parodiert. Mehrere Szenen sind an den Songtext angelehnt und auch Dr. Dre wirkt im Video mit.

### Auszeichnung
Das Video erhielt bei den MTV Video Music Awards 1999 die Auszeichnung in der Kategorie Best New Artist in a Video.

## Single

### Covergestaltung
Das Singlecover ist recht einfach gehalten und enthält im oberen Teil den weißen Schriftzug Eminem auf schwarzem Grund. Zentral im Bild steht in weiß auf rotem Untergrund Hi! My Name Is und in schwarz Slim Shady.

### Chartplatzierungen
My Name Is ist die erste Single von Eminem, die die Charts in seinem Heimatland und international erreichte. Das Lied stieg in den deutschen Charts bis auf Platz 37, den es zwei Wochen lang belegte. Insgesamt hielt sich der Song acht Wochen in den Top 100. Den größten Erfolg feierte die Single mit Rang 2 in Großbritannien. Bei den Grammy Awards 2000 gewann das Lied die Auszeichnung in der Kategorie Best Rap Solo Performance.
| ChartsChartplatzierungen       | Höchstplatzierung | Wochen |
| ------------------------------ | ----------------- | ------ |
| Deutschland (GfK)              | 37 (8 Wo.)        | 8      |
| Österreich (Ö3)                | 24 (6 Wo.)        | 6      |
| Schweiz (IFPI)                 | 29 (7 Wo.)        | 7      |
| Vereinigte Staaten (Billboard) | 36 (10 Wo.)       | 10     |
| Vereinigtes Königreich (OCC)   | 2 (13 Wo.)        | 13     |

| ChartsJahrescharts (1999)    | Platzierung |
| ---------------------------- | ----------- |
| Vereinigtes Königreich (OCC) | 49          |

### Auszeichnungen für Musikverkäufe
In den Vereinigten Staaten wurde es 2022 für über drei Millionen Verkäufe mit Dreifach-Platin ausgezeichnet. Für mehr als 1,2 Millionen verkaufte Exemplare erhielt My Name Is in Großbritannien 2023 eine doppelte Platin-Schallplatte.

| Land/Region                  | Auszeichnungen für Musikverkäufe (Land/Region, Auszeichnung, Verkäufe) | Verkäufe  |
| ---------------------------- | ---------------------------------------------------------------------- | --------- |
| Australien (ARIA)            | 4× Platin                                                              | 280.000   |
| Dänemark (IFPI)              | Gold                                                                   | 45.000    |
| Italien (FIMI)               | Gold                                                                   | 50.000    |
| Neuseeland (RMNZ)            | Gold                                                                   | 5.000     |
| Vereinigte Staaten (RIAA)    | 3× Platin                                                              | 3.000.000 |
| Vereinigtes Königreich (BPI) | 2× Platin                                                              | 1.200.000 |
| Insgesamt                    | 3× Gold · 9× Platin ·                                                  | 4.580.000 |

Hauptartikel: Eminem/Auszeichnungen für Musikverkäufe